# أنطونيو ريكاردو دوس سانتوس
أنطونيو ريكاردو دوس سانتوس هو سياسي برازيلي، ولد في 22 سبتمبر 1819 في موريتيس (البرازيل) في البرازيل، وتوفي في 17 نوفمبر 1888 في كوريتيبا في البرازيل. انتخب عضو مجلس النواب البرازيلي ‏.